# Per Eriksson (professor)
Per Filip Billy Eriksson, född 22 juni 1949 i Sölvesborg, är en svensk forskare och ämbetsman. Han är professor i signalbehandling och var 2009–2014 rector magnificus för Lunds universitet.

## Biografi
Per Eriksson avlade civilingenjörsexamen 1972, disputerade i telekommunikationsteori 1981 och var därefter lektor i telekommunikationsteori och signalbehandling, allt vid Tekniska högskolan (LTH) inom Lunds universitet. Han var även prefekt för avdelningen för teletransmissionsteori vid LTH 1988–1989.
Under åren 1989–2000 var Per Eriksson den första rektorn vid Blekinge tekniska högskola, där han arbetade aktivt med uppbyggnaden av högskolan. Därefter var han 2001–2008 generaldirektör för Vinnova (Verket för innovationssystem). Han invaldes 2001 som ledamot av Kungliga Ingenjörsvetenskapsakademien.
Eriksson utnämndes 2007 till professor i signalbehandling vid Lunds universitet.

### Rektor vid Lunds universitet
Den 26 september 2008 föreslog styrelsen för Lunds universitet regeringen att utse Per Eriksson till rektor för universitetet. Regeringen följde 23 oktober 2008 universitetsstyrelsens förslag och utsåg Eriksson till universitetets rektor för perioden från 1 januari 2009 till 31 december 2014. I samband med utnämningen förekom det en debatt kring Erikssons bakgrund i pingströrelsen.
Från 2009 var Eriksson även ordförande i styrelsen för samarbetsorganisationen Öresundsuniversitetet. Denna organisation avvecklades dock under 2012.
2009 blev Eriksson hedersledamot i Blekingska nationen vid Lunds universitet.
Eriksson har bland annat medverkat till att beslut tagits om att placera två stora forskningsanläggningar i Lund med koppling till universitetet: MAX IV (synkrotronljuslaboratorium) och ESS (avses bli världens mest kraftfulla neutronkälla). Uppbyggnad av dessa anläggningar pågår under flera år. Även forskningsanläggningen Medicon Village har tillkommit, där byggnader övertagits efter nerläggning av Astra Zeneca i Lund.
Under Erikssons rektorstid har särskilt forskningsverksamheten vid universitetet växt markant. Antalet anställda har ökat med 1 500 personer.
Eriksson har engagerat sig för att få fram fler bostäder för studenter i Lund. Det uppmärksammades mycket att han under hösten 2009 hyrde ut en soffa i den egna bostaden till en bostadslös student efter uppmaning av Lunds universitets studentkårers ordförande Petter Forkstam. Eriksson har också engagerat sig i kampen mot hemlöshet i Sverige, främst genom projektet Bostad först som drivs av bland annat Socialhögskolan vid Lunds universitet.

### Kontroverser
I november 2010 rasade en debatt i Sydsvenskan om huruvida de meriter som Per Eriksson valts till rektor på var vilseledande. En granskning visade dock att de oriktiga uppgifter som påträffats ansågs försumbara och ursäktliga.

### Övrigt
Sedan 2017 är Eriksson ordförande för den kristna tankesmedjan Claphaminstitutet.

## Utmärkelser
- 2001 – invald som ledamot av Kungliga Ingenjörsvetenskapsakademien
- 2012 – H.M. Konungens medalj i 12:e storleken i serafimerordens band för framstående insatser som rektor vid Lunds universitet och Blekinge tekniska högskola.[19]